# Norgesmesterskapet 1969
La Norgesmesterskapet 1969 di calcio fu la 64ª edizione del torneo. La squadra vincitrice fu lo Strømsgodset, che vinse la finale contro il Fredrikstad con il punteggio di 5-3.

## Risultati

### Terzo turno
| Squadra 1     | Risultato      | Squadra 2    |
| ------------- | -------------- | ------------ |
| Os            | 4 – 2 (d.t.s.) | Bryne        |
| Eidsvold Turn | 1 - 2          | Strømsgodset |
| Haugar        | 1 - 1 (d.t.s.) | Brann        |
| Lyn Oslo      | 0 - 1          | Greåker      |
| Lisleby       | 0 - 1          | Skeid        |
| Steinkjer     | 9 – 1          | Stein        |
| Clausenengen  | 3 – 1          | Gossen       |
| Bodø/Glimt    | 2 - 5          | HamKam       |
| Sarpsborg     | 4 – 0          | Lillehammer  |
| Drafn         | 0 - 1 (d.t.s.) | Viking       |
| Hødd          | 4 – 0          | Stryn        |
| Stag          | 0 - 3          | Fredrikstad  |
| Pors          | 1 - 2          | Start        |
| Mjøndalen     | 5 – 1          | Flekkefjord  |
| Verdal        | 0 - 2          | Rosenborg    |
| Strømmen      | 2 - 3          | Raufoss      |

#### Ripetizione
| Squadra 1 | Risultato | Squadra 2 |
| --------- | --------- | --------- |
| Brann     | 1 – 0     | Haugar    |

### Quarto turno
| Squadra 1    | Risultato      | Squadra 2    |
| ------------ | -------------- | ------------ |
| Skeid        | 4 – 0          | Steinkjer    |
| Strømsgodset | 5 – 1          | Clausenengen |
| HamKam       | 3 – 0          | Sarpsborg    |
| Viking       | 2 – 1          | Brann        |
| Greåker      | 1 - 1 (d.t.s.) | Hødd         |
| Fredrikstad  | 4 – 0          | Os           |
| Start        | 1 - 2          | Mjøndalen    |
| Rosenborg    | 2 – 0          | Raufoss      |

#### Ripetizione
| Squadra 1 | Risultato | Squadra 2 |
| --------- | --------- | --------- |
| Hødd      | 3 – 0     | Greåker   |

### Quarti di finale
| Squadra 1 | Risultato      | Squadra 2    |
| --------- | -------------- | ------------ |
| Skeid     | 4 - 4 (d.t.s.) | Strømsgodset |
| Viking    | 1 – 0          | Viking       |
| Hødd      | 1 - 3          | Fredrikstad  |
| Mjøndalen | 2 – 1          | Raufoss      |

#### Ripetizione
| Squadra 1    | Risultato | Squadra 2 |
| ------------ | --------- | --------- |
| Strømsgodset | 2 – 1     | Skeid     |

### Semifinali
| Squadra 1    | Risultato      | Squadra 2 |
| ------------ | -------------- | --------- |
| Strømsgodset | 0 - 0 (d.t.s.) | HamKam    |
| Fredrikstad  | 2 – 0          | Mjøndalen |

#### Ripetizione
| Squadra 1 | Risultato | Squadra 2    |
| --------- | --------- | ------------ |
| HamKam    | 1 - 2     | Strømsgodset |

### Finale
| Arbitro: | Andersen |

|                            |           |                               |
| J. Fuglset 55’ Arntsen 83’ | Marcatori | 61’ I. Pettersen 90’ Presberg |

### Ripetizione
| Arbitro: | Sirevaag |

|                                                                               |           |                                             |
| Olsen 16’ Presberg 25’ Alsaker-Nøstdahl 61’ I. Pettersen 61’ S. Pettersen 71’ | Marcatori | 27’ T. Fuglset 34’ Spydevold 63’ J. Fuglset |

#### Formazioni
| Strømsgodset |  |                       |
|              |  |                       |
|              |  | Inge Thun             |
|              |  | Arild Mathisen        |
|              |  | Jan Kristiansen       |
|              |  | Tor Alsaker-Nøstdahl  |
|              |  | Erik Eriksen          |
|              |  | Johnny Vidar Pedersen |
|              |  | Egil Olsen            |
|              |  | Odd Arild Amundsen    |
|              |  | Steinar Pettersen     |
|              |  | Thorodd Presberg      |
|              |  | Ingar Pettersen       |
|              |  | Ole Johnny Friise     |
|              |  | Per Rune Wølner       |
|              |  | Bjørn Odmar Andersen  |
|              |  | Håvard Beckstrøm      |